# Wonderland Records
Wonderland Records är ett svenskt oberoende skivbolag med säte i Lerum. Bolaget grundades 2004 av Sebastian Hess.

## Artister (urval)
- Emmon
- Markovic
- Page
- Universal Poplab